# 接近 (アプローチ)
「接近」（アプローチ）は、南野陽子の5枚目のシングル。1986年10月1日にCBS・ソニーからリリースされた。

## 概要
タイトルは「接近」と書いて「アプローチ」と読む。作詞を担当した ″森田記″ とは康珍化の変名。
当初は「恥ずかしすぎて」に続くセカンド・シングルとして発売予定だったが延期され、若干歌詞を変えて発売された。歌詞の別ヴァージョは本人主演のフジテレビ系月曜ドラマランド『時をかける少女』のエンディング・テーマとして使用され、後に2005年6月22日発売のボックス・セット『NANNO BOX』に収録された。
レコードジャケットの写真は芝浦の倉庫街で撮影された。

## 収録曲
両曲共通　編曲：萩田光雄
1. 接近（アプローチ）（4:35）
作詞：森田記／作曲：亀井登志夫
2. せいいっぱいの想い出（4:35）
作詞：田口俊／作曲：木戸泰弘